# Alectoris chukar

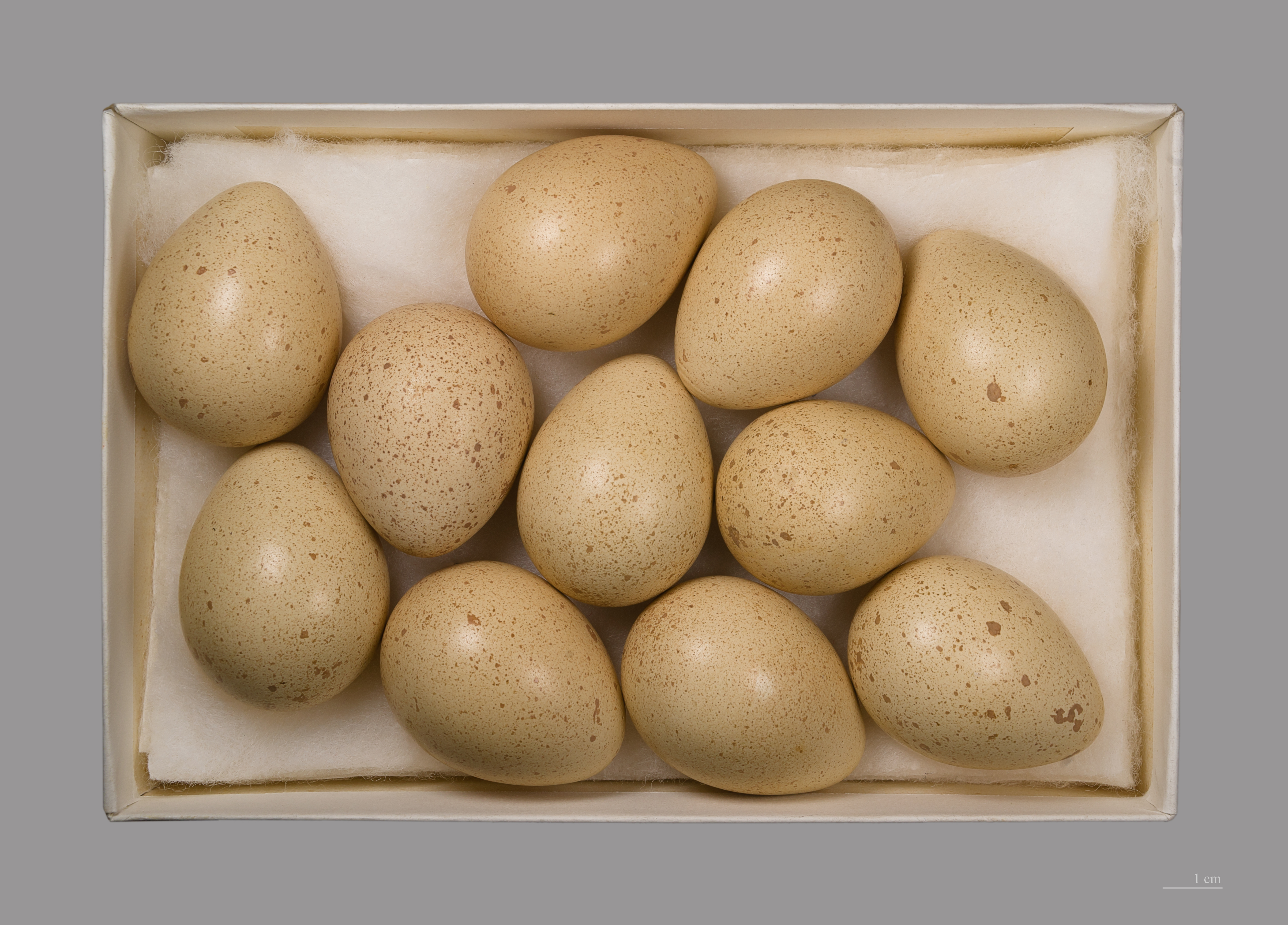
Alectoris chukar falki

Alectoris chukar là một loài chim trong họ Phasianidae.

## Hình ảnh

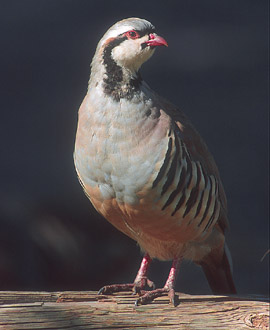
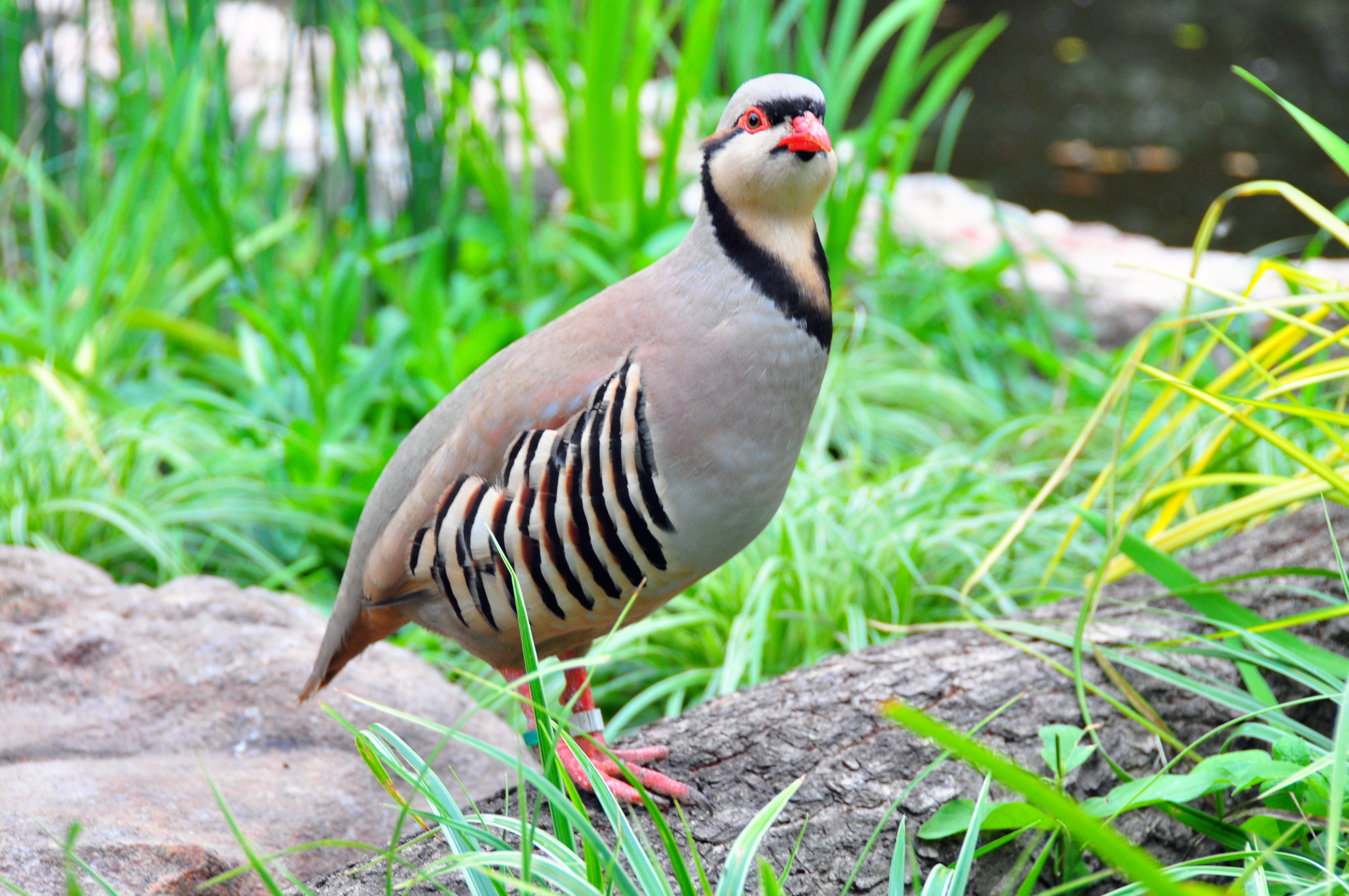